# オーガスタ・ソフィア・オブ・ザ・ユナイテッド・キングダム
オーガスタ・ソフィア・オブ・ザ・ユナイテッド・キングダム（Augusta Sophia of the United Kingdom, 1768年11月8日 - 1840年9月22日）は、イギリス王女。

## 生涯
ジョージ3世と王妃シャーロットの第6子（次女）として、バッキンガム宮殿で生まれた。子供たち（特に王女たち）を手元に置きたがる両親の意向のために、宮廷から離れて育てられた。
1785年、デンマーク王太子（のちのフレゼリク6世）がイギリス王女との結婚をジョージ3世に打診してきた。当時結婚年齢に達していたのは、プリンセス・ロイヤルであるシャーロットとオーガスタであった。しかしジョージ3世は、妹キャロライン・マティルダ王女がデンマークで受けたひどい処遇を考えると、自分の娘たちは決してデンマークへ嫁がせないと決めた。母であるシャーロット王妃が多産であったために、その王女たちは外国王族から望まれる結婚相手であったが、ジョージ3世は娘たちの結婚に消極的であった。
1840年、オーガスタは未婚のままクラレンス・ハウスで死去し、ウィンザーに埋葬された。